# هديلو
هديلو (بالإنجليزية: Hadilu)‏ هي قرية تقع في قسم انغوت الشرقي الريفي في إيران. يقدر عدد سكانها بـ 247 نسمة بحسب إحصاء 2016.